# 桑田昭三
桑田 昭三（くわた しょうぞう、1928年12月29日 - 2016年3月31日）は日本の教育者・教育評論家。学力偏差値を用いた進路指導を行ったことで知られる。

## 経歴
長野県下伊那郡鼎村（現：飯田市）生まれ。旧制中学校在学中に海軍予科練に志願し、敗戦で復員する。旧制上田蚕糸専門学校卒業後、14年間教員生活を送る。長野県や東京都の公立中学校の理科教員を務める（1950年4月～1963年3月）。
東京都港区立城南中学校に勤務していた1957年（昭和32年）、別の学校の先生から偏差値について聞き、進路指導のために学力偏差値を使用し始めた。
1963年にテスト業者の進学研究会に転職。1976年の自著には「私は偏差値の生みの親とされている」と記しており、1981年の自著のタイトルでは「ミスター偏差値（Mr.HENSACHI）」と名乗っている。
1975年頃から世間で学力偏差値が当初の意図とは乖離した不本意な形で使用されるようになり、1981年に進学研究会を退職。「教育科学研究所」を主宰し、臨床教育を研究、教育評論家として活躍した。

## 著作
- 『偏差値の秘密 創案者が初公開する進学必勝法』徳間書店、1976年
  - （文庫）『偏差値の秘密』徳間書店、1984年
- 『直前の高校入試―これがゴールの勝敗を決める』徳間書店、1976年
- 『偏差値60がわかれ道―成績向上の決めては何か?』潮文社、1979年
- 『都立高校入試はこうなる ズバリMr.HENSACHIの合格基準』技術書院、1981年
- 『よみがえれ、偏差値 いまこそ必要な入試の知恵』ネスコ、1995年